# Wereldkampioenschap wegrace 1968
Het wereldkampioenschap wegrace seizoen 1968 was het 20e in de geschiedenis van het door de FIM georganiseerde wereldkampioenschap wegrace.

## Algemeen
Voor pers en publiek was al ver vóór het begin van het WK-seizoen 1968 duidelijk dat het een saai racejaar zou worden. De winnende merken stonden nu immers al vast: Suzuki in de 50cc-klasse, Yamaha in de 125- en 250cc-klassen, MV Agusta in de 350- en 500cc-klassen en BMW in de zijspanklasse. Toch viel dat mee; de 50cc-Suzuki was zonder fabrieksteun niet zo sterk als gedacht, in de 125- en 250cc-klassen maakten de Yamaha-coureurs elkaar het leven zuur en in de zijspanklasse was de URS van Helmut Fath onverwacht sterk, niet zozeer wat de snelheid betreft (dat was een jaar eerder al zo), maar de machine bleek nu ook betrouwbaar. In de 350- en 500cc-klassen was er nooit strijd. Giacomo Agostini won alle races in beide klassen.

### Voorseizoen
In de Mototempora Romagnola verschenen alle grote sterren met hun fabrieksracers. Hailwood had nu een Reynolds-frame voor zijn Honda RC 181, maar viel zowel in Rimini als in Cesenatico. In beide plaatsen won hij wel de 350cc-klasse. Op tweede Paasdag werd de "Shell Golden Shell" verreden op Imola. Dit was de wedstrijd die eerder bekendstond als "Coppa d'Oro Shell". Het had het hele paasweekeinde geregend en ook tijdens de eerste twee races (350 en 250 cc) gebeurde dat. Hailwood leidde de 350cc-klasse zes ronden lang, maar viel opnieuw uit, ditmaal met een kapotte versnellingsbak. Renzo Pasolini won de 350cc-race met de nieuwe Benelli viercilinder die nu 16 kleppen had. Giacomo Agostini (nog met de MV Agusta driecilinder van 1967) werd tweede en Phil Read derde met een tot 251 cc opgeboorde Yamaha RD 05 A viercilinder. Peter Williams verscheen met een bijzondere versie van de 350cc-AJS Boy Racer: zijn machine was uitgerust met een Lockheed-schijfrem en de benzinetank zat aan de zijkant in de dolfijnkuip. Ook in de 500cc-klasse verschenen nieuwe, experimentele motorfietsen: Alberto Pagani viel met kapotte achterschokdempers uit met de nieuwe Linto tweecilinder en Jack Findlay trainde alleen met de driecilinder Cardani. Hij kon niet starten omdat de veertjes van de gasschuiven niet goed waren. In de race ging het tussen Agostini met de MV Agusta en Hailwood met de Honda, die nu wel heel bleef. In de training waren ze even snel geweest maar in de race werd Agostini op 20 seconden achterstand gereden. John Cooper werd met een Seeley derde, maar hij had al een ronde achterstand. Eind april, tijdens races in Cervia, leidde Bill Ivy de 125cc-race van start tot finish. De 250cc-klasse werd ook beheerst door Yamaha, omdat alleen Ivy en Read het tegen elkaar opnamen. Ivy won ook deze race. Read startte dit keer wel met de 251cc-Yamaha in de 350cc-race, die echter werd gewonnen door Giacomo Agostini. Read viel zelfs uit. Mike Hailwood werd ingehaald door Agostini en Pasolini omdat zijn remmen slechter werden. In de 500cc-klasse moest Agostini in de achtste ronde de pit opzoeken met versnellingsbakproblemen. Daardoor kon Hailwood gemakkelijk winnen. Bergamonti werd met de Hannah-Paton tweede en Cooper werd derde.

### FIM
Eind februari 1968 maakte de FIM bekend dat er beperkingen zouden komen voor de 50cc-klasse, om de kleinere fabrikanten meer kans te geven.
In mei moesten de Fransen melden dat hun Grand Prix niet kon doorgaan door het uitbreken van een algemene staking als gevolg van de Parijse studentenrevolte.
Wat iedereen eigenlijk al wist werd pas op 2 september officieel aan de FIM gemeld: de organisatie in Japan schrapte haar eigen Grand Prix van de kalender. In Japan was het sponsorgeld van de eigen merken weggevallen nu die feitelijk nauwelijks nog bij de wegrace betrokken waren.
In november 1968 maakte de FIM enkele kleine reglementswijzigingen bekend, maar de nieuwe formule voor de 50- en de 125cc-klasse werd uitgesteld tot 1970. De Auto-Cycle Union meldde dat de 50 cc TT in 1969 in elk geval zou vervallen.

## Merken/teams
- Honda zorgde al aan het begin van het jaar voor sensatie toen men meldde dat het merk uit het wereldkampioenschap wegrace zou stappen. Dat gebeurde terwijl de contracten voor de coureurs al getekend waren. Honda betaalde haar coureurs gewoon door, waardoor het ze tevens onmogelijk gemaakt werd voor enig ander merk in het wereldkampioenschap aan te treden. Bovendien kregen ze hun fabrieksracers wel tot hun beschikking: Ralph Bryans de 125- en 250cc-machines en Mike Hailwood de 350- en 500cc-machines. Ze mochten er echter niet mee in WK-races rijden. Bryans werd nog even genoemd als 125cc-rijder voor Suzuki, maar begin maart maakte ook die fabriek bekend te stoppen met races. Zowel Hans Georg Anscheidt als Stuart Graham mochten de 50cc-Suzuki RK 67 tweecilinders echter - zonder fabriekssteun - blijven gebruiken, ook in het WK. Dat waren machines die ook in 1968 nog als onverslaanbaar te boek stonden. Stuart Graham vond dit een goed moment om zijn carrière af te sluiten. Anscheidt kon gewoon deelnemen aan het 50cc-kampioenschap en het 125cc-kampioenschap, maar Mike Hailwood stond met lege handen. Hij was pas 27 jaar oud en had net het aantal wereldtitels (9) van Carlo Ubbiali geëvenaard. Vanzelfsprekend wilde hij dit record verbeteren en zijn strijd tegen Giacomo Agostini voortzetten.
- Voor de Isle of Man TT bood graaf Domenico Agusta een aantal Britse rijders zijn MV Agusta's aan. Mike Hailwood moest passen omdat hij nog onder contract stond bij Honda en Stuart Graham omdat het aanbod kwam nadat de inschrijving al gesloten was, maar John Hartle ging er wel op in. Hij hoefde alleen zijn ingeschreven motoren te veranderen, wat door het FIM-reglement was toegestaan. Drie maanden later kon Hailwood kennelijk wél ingaan op het aanbod van Agusta. Er waren hem voor de GP des Nations al Benelli's aangeboden, maar ook MV Agusta's. Kort voor de kwalificatie bepaalde graaf Agusta echter dat Agostini zowel de 350- als de 500cc-klasse moest winnen en daar was Hailwood niet van gediend. Hij ging alsnog in op het aanbod van Benelli, trainde erg snelle tijden met de verbeterde 500cc-viercilinder maar slipte in de wedstrijd al na twee ronden.
- MZ had na het wegvallen van sponsor Castrol geld gegenereerd door productieracers te verkopen via het postorderbedrijf Neckermann. Deze "Neckermann-MZ's" leken op fabrieksracers maar waren iets minder snel. Daardoor moesten ze betrouwbaar zijn, want reservedelen werden niet geleverd. Betrouwbaar waren ze zeker: tijdens de eerste Grand Prix viel meer dan de helft van de deelnemers in de 125cc-klasse uit, maar de MZ's niet: doordat ze niet kapot gingen moest de pers zelfs raden hoe de motor eruitzag, want de stroomlijnkuipen bleven er allemaal op zitten. MZ bespaarde wel op haar fabrieksrijders: alleen Heinz Rosner bleef in dienst.
- Yamaha was in elk geval snel zeker van haar zaak: nog voor het begin van het seizoen maakte men bekend dat de monteurs al vroeg (na de TT van Man óf de TT van Assen) teruggetrokken zouden worden, zodat Bill Ivy en Phil Read zelf maar moesten zorgen voor het onderhoud van hun dure fabrieksracers. Na twee GP's was al duidelijk dat deze beiden geen echt team vormden. Bij de start van de Grand Prix van België was de rolverdeling bij Yamaha duidelijk: Ivy moest 250cc-kampioen worden en de 125cc-klasse zou voor Read zijn. Het uitvaardigen van teamorders was echter in strijd met de wedstrijdreglementen en de openlijke ruzie tussen Ivy en Read na de 250cc-race in Tsjecho-Slowakije leidde in elk geval tot een "vriendelijk gesprek" tussen sportcommissaris Henk Burik en Phil Read voor aanvang van de Grand Prix van Finland. Er was echter geen kans meer op het opvolgen van teamorders, want de ruzie tussen Ivy en Read was nog niet over en ze zouden elkaar zeker niet meer steunen. Yamaha presenteerde in november 1968 haar nieuwe TD 2 en TR 1-productieracers.

## Coureurs
- Günter Bartusch debuteerde in de GP van de DDR.
- Frank Perris debuteerde in de Isle of Man TT.

### Gestopt
- Ralph Bryans had zijn WK-carrière na het stoppen van Honda beëindigd.
- Mike Duff had zijn carrière beëindigd.
- Stuart Graham had zijn WK-carrière beëindigd.
- Mike Hailwood sloot zijn carrière voorlopig af tijdens de GP des Nations.
- Mitsuo Itoh had zijn carrière beëindigd.
- Yoshimi Katayama had zijn carrière beëindigd.
- Derek Minter had zijn carrière beëindigd.

### Overleden
- Op 10 juni verongelukte Ian Veitch met een 250cc-Kawasaki tijdens de Lightweight TT bij Ballagarey Corner op Man.
- Op 7 juli verongelukte de zijspancombinatie van Johann Attenberger en Josef Schillinger in de laatste ronde van de Belgische Grand Prix. Ze vochten om de leiding en hadden tot dat moment hun beste seizoen gereden met een overwinning in Assen en een tweede plaats in de Sidecar TT van Man. Ze werden postuum vierde in het wereldkampioenschap.
- Op 31 augustus reed John Hartle in Scarborough op het circuit van Oliver's Mount. Bij het uitaccelereren van een haarspeldbocht botste hij tegen een andere rijder en raakte zwaar gewond. Hij overleed aan zijn verwondingen.
- Op 13 oktober verongelukte de bakkenist Rolf Schmid tijdens de vervangende zijspanrace op de Hockenheimring. De zijspancombinatie van Otto Kölle en Schmid sloeg voor het Motodrom over de kop en Schmid overleed aan inwendige bloedingen. Deze race moest worden georganiseerd als vervanging voor de afgelaste wedstrijd op Monza.

|         | 1e | 2e | 3e | 4e | 5e | 6e |
| ------- | -- | -- | -- | -- | -- | -- |
| Punten: | 8  | 6  | 4  | 3  | 2  | 1  |

|               | 50 cc | 125 cc | 250 cc | 350 cc | 500 cc | Zijspan |
| ------------- | ----- | ------ | ------ | ------ | ------ | ------- |
| Aantal races: | 5     | 9      | 10     | 7      | 10     | 6       |
| Tellend:      | 3     | 5      | 6      | 4      | 6      | 4       |

## 500cc-klasse
GP van Duitsland, Südschleife
Hoewel er in de winter nog wat geruchten waren geweest over nieuwe motorfietsen voor de 500cc-klasse, bleken ze bij de openingsrace in Duitsland niet aan de start te staan. Er was sprake geweest van de komst van de Lynton, een zelfbouwmachine van Colin Lyster met een half motorblok van een Hillman Imp, de Linto, een constructie van Lino Tonti en Giorgio Premoli met twee 250cc-Aermacchi Ala d'Oro cilinders, de driecilinder Cardani van Carlo Savaré en Daniele Fontana en de Métisse-URS van Derek Rickman en Helmut Fath. Die laatste verscheen tenminste nog, maar trainde alleen tot rijder John Blanchard ermee viel. Door het wegblijven van Honda had Giacomo Agostini het ook in de 500cc-race voor het zeggen. Aanvankelijk reed John Hartle (Métisse) op de tweede plaats, maar hij viel uit kort voordat de race vroegtijdig werd afgevlagd. Dat laatste gebeurde in de 19e ronde, gedwongen door een flinke bosbrand. Omdat meer dan de helft van de race verreden was werden de posities van dat moment vastgelegd. Ago won aldus ver vóór Dan Shorey (Norton Manx) en Peter Williams (Matchless G50).
GP van Spanje, Montjuïc
Agostini won ook in Spanje, waar alleen Jack Findlay níet op een ronde achterstand werd gezet. John Dodds werd met zijn Norton derde. Agostini had een slechte start: na de eerste ronde was hij slechts vijfde achter Angelo Bergamonti (Hannah-Paton), Jack Findlay (Matchless), Bruno Spaggiari (357cc-Ducati) en Rex Butcher (Norton). Agostini passeerde vanaf de derde ronde telkens één man maar kwam met moeite weg van Findlay, die hem bleef volgen. Toch werkte hij zijn voorsprong gedurende de race uit tot een volle minuut.
Isle of Man TT, Mountain Course
De Senior TT werd ook een gemakkelijke prooi voor Agostini. Ze werd onder zeer warme omstandigheden gereden, iets wat voor de Isle of Man TT erg bijzonder was. Het was zelfs zó heet dat de rijders gewaarschuwd werden voor gesmolten teerplekken in de buurt van Ramsey. Alan Barnett reed na de eerste ronde op de tweede plaats met zijn Métisse-Matchless. Hij was nog herstellende van een blindedarmoperatie ruim twee weken eerder. Hij reed ook voor het eerst op het eiland Man. Op de derde plaats reed Griff Jenkins met een Matchless. In de tweede ronde viel Barnett uit door een kapotte uitlaat en Jenkins viel en moest naar het ziekenhuis worden gebracht. Nu vocht een flink aantal rijders om de tweede plaats: Derek Woodman, Kel Carruthers, Percy Tait en Brian Ball. Agostini stopte na de derde ronde om zijn ketting te laten spannen. Dat kostte hem twee minuten, die hij zich echter gemakkelijk kon veroorloven. Uit de groep strijders om de tweede plaats verdwenen er een aantal, maar er kwam er ook één bij: Barry Randle, die zich met zijn Petty-Norton naar voren had gevochten vanaf de twaalfde plaats. John Cooper lag tot de laatste ronde op de tweede plaats, maar zag die verloren gaan door een motorisch probleem met zijn Seeley. Brian Ball werd met de Seeley tweede en Barry Randle werd derde.
Dutch TT, Assen
In Assen had Giacomo Agostini kennelijk besloten een spelletje te spelen met zijn tegenstanders. Zes ronden lang bleef hij bij een groepje bestaande uit Billie Nelson, Jack Findlay, John Cooper, Silvio Grassetti en Peter Williams. Deze coureurs moeten hoop op de overwinning gehad hebben, in de veronderstelling dat de MV Agusta niet goed liep. Grassetti moest al snel opgeven omdat zijn Bianchi slecht liep, maar de anderen vochten een harde strijd tegen elkaar uit. Toen Findlay daarbij in de zesde ronde even op kop kwam, vond Ago het genoeg en hij begon snel weg te lopen van de kopgroep. Nelson ging onderuit en kon niet herstarten omdat zijn uitlaat vol met zand zat. Cooper en Findlay vochten door tot op de streep, toen Findlay met de McIntyre-Matchless vlak vóór Cooper (Seeley) finishte.
GP van België, Spa-Francorchamps
In België verbrijzelde Agostini zowel in de training als in de race de ronderecords, maar dat was de enige sensatie in de 500cc-race. Zelfs de strijd om de tweede plaats was niet spannend omdat Jack Findlay de enige werd die nog in dezelfde ronde als Agostini kon finishen. Derek Woodman werd met een Seeley-Norton derde.
GP van de DDR, Sachsenring
In de DDR moesten coureurs het stellen met slechte benzine met een octaangetal van niet meer dan 94, waardoor sommigen benzine uit hun transportbusjes moesten aftappen om te kunnen rijden. Agostini won de 500cc-klasse en verzekerde zich daarmee al van de wereldtitel. Alberto Pagani werd met de Linto tweede en Jack Findlay werd derde.
GP van Tsjecho-Slowakije, Masaryk-Ring
Wereldkampioen Agostini won ook de natte race in Tsjechoslowakije. Met het oog op de verwachte regen nam hij al in de eerste vijf ronden een voorsprong van een volle minuut op John Cooper met de Seeley. Die had de tweede plaats ingenomen nadat de Linto van Pagani met een gebroken inlaatklep was uitgevallen. Toen het nat was geworden accelereerde Cooper te hard uit een bocht waardoor hij onderuit ging. Jack Findlay werd daardoor tweede met zijn McIntyre Matchless. De derde plaats ging naar Gyula Marsovszky (Matchless).
GP van Finland, Imatra
In Finland kwamen de Russische Vostoks weer terug, ditmaal in de 500cc-klasse. Het leek in de race erg goed te gaan. Endel Kiisa bleef met zijn Vostok twee ronden lang kort achter Giacomo Agostini rijden en in de derde ging hij hem zelfs voorbij. Billie Nelson (Hannah-Paton) en Jack Findlay (McIntyre-Matchless) lagen niet ver achter hen. In de vierde ronde moest Kiisa echter naar de pit om uiteindelijk uit te vallen, maar zowel Nelson als Findlay gingen Agostini ook voorbij. Toen vond Agostini het wel genoeg. Hij had na zeven ronden ineens 5 seconden voorsprong en die bouwde hij met 5 à 6 seconden per ronde verder uit. De strijd om de tweede plaats bleef spannend maar ging tussen Nelson en Findlay, terwijl Derek Woodman langzaam op hen inliep. Nelson moest zijn gas dicht draaien omdat zijn stroomlijnkuip los zat en werd gepasseerd door Woodman. Uiteindelijk passeerde die ook Findlay. Findlay wist zich terug te vechten en op het einde mislukte een poging van Woodman om Findlay te passeren omdat hij gehinderd werd door Agostini. Die hadden ze niet bijgehaald, ze werden op een ronde achterstand gezet. Findlay werd aldus tweede en Woodman derde. De vierde plaats was een succes voor de Russen: Nikolai Sevotjanov werd met de Vostok vierde.
Ulster Grand Prix, Dundrod
Agostini won met overtuiging de Ulster Grand Prix, die in de regen begon. Achter hem ontstond een interessante strijd. John Hartle lag aanvankelijk op de tweede plaats, maar hij werd ingehaald door de 40-jarige Rob Fitton (Norton). Achter hen vocht Percy Tait met een Triumph om de vierde plaats met Jack Findlay. Fitton hield zijn tweede plaats vast en Hartle werd derde.
Nations GP, Monza
Graaf Domenico Agusta bood Mike Hailwood zijn racers aan voor de 350- en de 500cc-race. Kort voor de zaterdagtraining kwam Agusta aan Hailwood melden dat hij Giacomo Agostini wel beide races moest laten winnen. Dat zinde Hailwood niet en hij stapte onmiddellijk naar Benelli, dat hem een maand eerder al haar machines had aangeboden. Hij kreeg direct de verbeterde Benelli 500 4C waarmee hij meteen tijden reed die niet ver van die van Agostini af lagen. In de race was Hailwood's dreiging echter snel voorbij. Hij kon een ronde lang dicht bij Agostini blijven, maar in de tweede ronde gleed hij weg en omdat Agostini al te ver weg was gaf hij de race op. De eer van Benelli moest verdedigd worden door Renzo Pasolini, die dat niet eens slecht deed. Hij bracht zijn overslaande motor als tweede over de streep met slechts 35 seconden achterstand. Angelo Bergamonti werd met de tweecilinder Paton derde. Peter Williams lag lang vierde, maar moest tot twee keer toe naar de pit om zijn losgetrilde tank vast te laten zetten. Hij eindigde als negende.

### Uitslagen 500cc-klasse
|    | Datum        | Race                     | Circuit                 | 1e               | 2e             | 3e                | Snelste ronde    |
| -- | ------------ | ------------------------ | ----------------------- | ---------------- | -------------- | ----------------- | ---------------- |
| 1  | 21 april     | GP van Duitsland         | Nürburgring-Südschleife | Giacomo Agostini | Dan Shorey     | Peter Williams    | Giacomo Agostini |
| 2  | 5 mei        | GP van Spanje            | Montjuïc                | Giacomo Agostini | Jack Findlay   | John Dodds        | Giacomo Agostini |
| 3  | 14 juni      | Isle of Man TT           | Mountain Course         | Giacomo Agostini | Brian Ball     | Barry Randle      | Giacomo Agostini |
| 4  | 29 juni      | TT van Assen             | Assen                   | Giacomo Agostini | Jack Findlay   | John Cooper       | Giacomo Agostini |
| 5  | 7 juli       | GP van België            | Spa-Francorchamps       | Giacomo Agostini | Jack Findlay   | Derek Woodman     | Giacomo Agostini |
| 6  | 14 juli      | GP van de DDR            | Sachsenring             | Giacomo Agostini | Alberto Pagani | Jack Findlay      | Giacomo Agostini |
| 7  | 21 juli      | GP van Tsjecho-Slowakije | Masaryk-Ring            | Giacomo Agostini | Jack Findlay   | Gyula Marsovszky  | Giacomo Agostini |
| 8  | 4 augustus   | GP van Finland           | Imatra                  | Giacomo Agostini | Jack Findlay   | Derek Woodman     | Giacomo Agostini |
| 9  | 17 augustus  | Ulster Grand Prix        | Dundrod                 | Giacomo Agostini | Rob Fitton     | John Hartle       | Giacomo Agostini |
| 10 | 15 september | GP des Nations           | Monza                   | Giacomo Agostini | Renzo Pasolini | Angelo Bergamonti | Giacomo Agostini |

### Eindstand 500cc-klasse
| Pos. | Coureur           | Merk               | Ptn.    |
| ---- | ----------------- | ------------------ | ------- |
| 1    | Giacomo Agostini  | MV Agusta          | 48 (80) |
| 2    | Jack Findlay      | McIntyre-Matchless | 34 (36) |
| 3    | Gyula Marsovszky  | Matchless          | 10      |
| 4    | Rob Fitton        | Norton             | 9       |
| 4    | Alberto Pagani    | Linto              | 9       |
| 6    | Peter Williams    | Arter-Matchless    | 9       |
| 7    | Derek Woodman     | Seeley             | 8       |
| 8    | John Cooper       | Seeley             | 8       |
| 9    | Dan Shorey        | Norton             | 7       |
| 10   | Angelo Bergamonti | Hannah-Paton       | 7       |
| 11   | Kel Carruthers    | Norton             | 7       |
| 12   | Brian Ball        | Seeley             | 6       |
| 13   | Renzo Pasolini    | Benelli            | 6       |
| 14   | John Dodds        | Norton             | 6       |

| Pos. | Coureur             | Merk                                 | Ptn. |
| ---- | ------------------- | ------------------------------------ | ---- |
| 15   | Billie Nelson       | Paton                                | 5    |
| 16   | Barry Randle        | Petty-Norton                         | 4    |
| 16   | John Hartle (†)     | Cowles-Métisse-Matchless / MV Agusta | 4    |
| 18   | Bill Smith          | Matchless                            | 3    |
| 18   | Nikolaj Sevast'ânov | Vostok                               | 3    |
| 18   | Percy Tait          | Triumph                              | 3    |
| 21   | Bohumil Staša       | ČZ                                   | 2    |
| 21   | Bernie Lund         | Matchless                            | 2    |
| 21   | Silvano Bertarelli  | Paton                                | 2    |
| 24   | Rodney Gould        | Norton                               | 1    |
| 24   | Rex Butcher         | Norton / Matchless                   | 1    |
| 24   | Ron Chandler        | Seeley                               | 1    |
| 24   | Godfrey Nash        | Norton                               | 1    |

(Punten tussen haakjes zijn inclusief streepresultaten)

### Constructeurstitel 500cc-klasse
| 1  | MV Agusta | 48 (80) |
| 2  | Matchless | 34 (45) |
| 3  | Norton    | 25 (30) |
| 4  | Seeley    | 21      |
| 5  | Paton     | 12      |
| 6  | Linto     | 9       |
| 7  | Benelli   | 6       |
| 8  | Vostok    | 3       |
| 8  | Triumph   | 3       |
| 10 | ČZ        | 2       |

(Punten tussen haakjes zijn inclusief streepresultaten)

## 350cc-klasse
GP van Duitsland, Südschleife
Op de Südschleife van de Nürburgring trainde Renzo Pasolini als snelste met de 350cc-Benelli. Opmerkelijk is dat ook Phil Read aan die training meedeed en met een tot 251 cc opgeboorde Yamaha RD 05 A zelfs even snel trainde als Giacomo Agostini met de MV Agusta. Read kwam echter niet aan de start, hij kreeg te weinig startgeld. In de race liet Agostini er geen misverstand over bestaan wie de snelste was. Hij startte als snelste en Pasolini kon hem in de eerste bocht nog uitremmen, maar daarna begon Ago snel weg te lopen. Aan het einde van de race had hij 40 seconden voorsprong op Pasolini en waren alle andere deelnemers op 1 tot 4 ronden achterstand gereden. Kel Carruthers werd met een Aermacchi derde.
Isle of Man TT, Mountain Course
In de Junior TT had Agostini geen enkele moeite met zijn tegenstanders. Na de eerste ronde had hij al 35 seconden voorsprong op Renzo Pasolini en die reed weer een volle minuut vóór Heinz Rosner (MZ). Rosner viel in de vierde ronde uit en daardoor werd Bill Smith (Honda) derde.
Dutch TT, Assen
De 350cc-race in Assen was maar enkele ronden spannend. Tot de derde ronde kon Renzo Pasolini met de Benelli viercilinder Giacomo Agostini nog enigszins volgen, maar hij moest er grote risico's voor nemen. Zo groot, dat hij in die ronde onderuit schoof en zijn stroomlijnkuip flink beschadigde. Hij wist opnieuw te starten en zelfs de tweede plaats te behouden, maar een paar ronden later moest hij met zijn loshangende kuip de race afbreken nadat hij door bijna het hele veld ingehaald was. Niet lang daarna had Agostini, die ongeveer 10 seconden per ronde uitliep, iedereen op een ronde achterstand gereden. Kel Carruthers lag met de Aermacchi enkele ronden lang op de tweede plaats, maar moest met motorschade afstappen. Daarna lag Gilberto Milani met zijn Aermacchi op de tweede plaats, aangevallen door Billie Nelson met de Paton en Ginger Molloy met de Bultaco. De Patons van Nelson en Bergamonti hielden het echter niet vol en Molloy was uiteindelijk te sterk voor Milani. Molloy werd tweede en Milani werd derde.
GP van de DDR, Sachsenring
Eigenlijk haalde Agostini met zijn overwinning in de 350cc-race op de Sachsenring ook de 350cc-titel binnen, maar op dat moment dacht men nog dat er in oktober een Japanse Grand Prix zou volgen. Dan waren er nog vier wedstrijden te gaan geweest en was de titel nog niet zeker. In de DDR werd Heinz Rosner tweede en Kel Carruthers derde.
GP van Tsjecho-Slowakije, Masaryk-Ring
In Tsjecho-Slowakije begon het halverwege de 350cc-race hard te regenen, waardoor de 350cc-race langer duurde dan de 250cc-race. Agostini won opnieuw en was nu ook zeker van de 350cc-wereldtitel. Rosner met de MZ-tweecilinder en Šťastný met de Jawa V-vier werden tweede en derde.
Ulster Grand Prix, Dundrod
Tijdens de Ulster Grand Prix kwamen niet minder dan 51 rijders aan de start. Die start verliep problematisch doordat Ginger Molloy meteen na de start viel, net nu hij een plaats op de eerste startrij veroverd had. Daar moest de rest van het veld dus omheen manoeuvreren. Agostini speelde zijn gebruikelijke spel door de leiding enkele ronden over te laten aan Heinz Rosner (MZ) en Kel Carruthers (Aermacchi-Métisse), maar in de derde ronde nam hij de leiding en begon hij die verder uit te bouwen. Rosner viel uit met een defecte ontstekingsmagneet en František Šťastný moest met de viercilinder Jawa naar de pit om zijn bougies te vervangen. Carruthers werd daardoor weer tweede. Jack Findlay moest zijn strijd tegen de jonge student Brian Steenson (Aermacchi) staken toen zijn achteras brak en Steenson eindigde daardoor zijn thuisrace als derde.
Nations GP, Monza
In Monza was de 350cc-race al net zo saai als de eerder gereden 500cc-wedstrijd. Giacomo Agostini werd slechts heel even bedreigd door de Benelli 350 4C van Renzo Pasolini, die echter in de derde ronde viel. Paso kon nog wel verder rijden, maar werd net als in de 500cc-race tweede. De derde plaats was voor Pasolini's teamgenoot Silvio Grassetti die last had van een overslaande motor. Jack Finlay had zijn Aermacchi ingeruild voor een bijna twee keer zo sterke Yamaha TR 1, maar hij viel uit door een val. Dat overkwam ook Kel Carruthers, die een fabrieks-Aermacchi Ala d'Oro 350 had gekregen.

### Uitslagen 350cc-klasse
|   | Datum        | Race                     | Circuit                 | 1e               | 2e             | 3e                | Snelste ronde    |
| - | ------------ | ------------------------ | ----------------------- | ---------------- | -------------- | ----------------- | ---------------- |
| 1 | 21 april     | GP van Duitsland         | Nürburgring-Südschleife | Giacomo Agostini | Renzo Pasolini | Kel Carruthers    | Giacomo Agostini |
| 2 | 10 juni      | Isle of Man TT           | Mountain Course         | Giacomo Agostini | Renzo Pasolini | Bill Smith        | Giacomo Agostini |
| 3 | 29 juni      | TT van Assen             | Assen                   | Giacomo Agostini | Ginger Molloy  | Gilberto Milani   | Giacomo Agostini |
| 4 | 14 juli      | GP van de DDR            | Sachsenring             | Giacomo Agostini | Heinz Rosner   | Kel Carruthers    | Giacomo Agostini |
| 5 | 21 juli      | GP van Tsjecho-Slowakije | Masaryk-Ring            | Giacomo Agostini | Heinz Rosner   | František Šťastný | Giacomo Agostini |
| 6 | 17 augustus  | Ulster Grand Prix        | Dundrod                 | Giacomo Agostini | Kel Carruthers | Brian Steenson    | Giacomo Agostini |
| 7 | 15 september | GP des Nations           | Monza                   | Giacomo Agostini | Renzo Pasolini | Silvio Grassetti  | Giacomo Agostini |

### Eindstand 350cc-klasse
| Pos. | Coureur           | Merk                                              | Ptn.    |
| ---- | ----------------- | ------------------------------------------------- | ------- |
| 1    | Giacomo Agostini  | MV Agusta                                         | 32 (56) |
| 2    | Renzo Pasolini    | Benelli                                           | 18      |
| 3    | Kel Carruthers    | Drixton-Aermacchi / Métisse-Aermacchi / Aermacchi | 17      |
| 4    | Heinz Rosner      | MZ                                                | 12      |
| 5    | Ginger Molloy     | Bultaco                                           | 12      |
| 6    | Derek Woodman     | Métisse-Aermacchi                                 | 9       |
| 7    | František Šťastný | Jawa                                              | 8       |
| 8    | Bohumil Staša     | ČZ                                                | 7       |

| Pos. | Coureur          | Merk                  | Ptn. |
| ---- | ---------------- | --------------------- | ---- |
| 9    | Bill Smith       | Honda                 | 4    |
| 9    | Gilberto Milani  | Aermacchi             | 4    |
| 9    | Brian Steenson   | Aermacchi             | 4    |
| 9    | Silvio Grassetti | Benelli               | 4    |
| 13   | Billie Nelson    | Hannah-Paton / Norton | 3    |
| 14   | Dan Shorey       | Norton                | 2    |
| 14   | John Cooper      | Seeley                | 2    |
| 14   | Karl Hoppe       | Aermacchi / AJS       | 2    |
| 14   | Bruno Spaggiari  | Ducati                | 2    |
| 18   | Jack Findlay     | Aermacchi / Yamaha    | 1    |
| 18   | Dave Simmonds    | Kawasaki              | 1    |

(Punten tussen haakjes zijn inclusief streepresultaten)

### Constructeurstitel 350cc-klasse
| 1  | MV Agusta | 32 (56) |
| 2  | Benelli   | 18      |
| 3  | Aermacchi | 18 (24) |
| 4  | MZ        | 12      |
| 5  | Bultaco   | 12      |
| 6  | Jawa      | 8       |
| 7  | ČZ        | 7       |
| 8  | Norton    | 5       |
| 9  | Honda     | 4       |
| 10 | Seeley    | 2       |
| 10 | Ducati    | 2       |
| 12 | Kawasaki  | 1       |

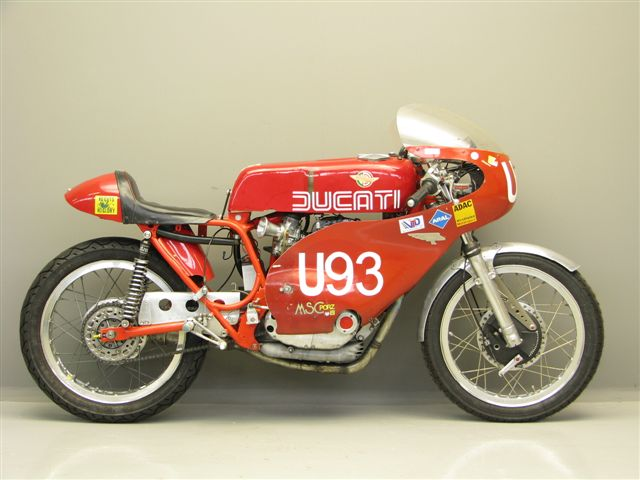
Ducati 350

(Punten tussen haakjes zijn inclusief streepresultaten)

## 250cc-klasse
GP van Duitsland, Südschleife

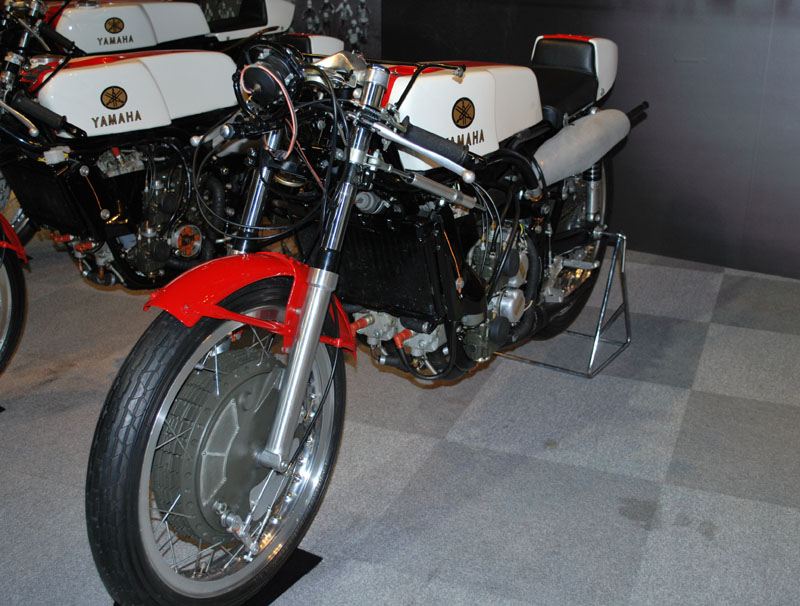
Yamaha RD 05 A

In Duitsland viel Phil Read in de 250cc-klasse al snel uit, waardoor Bill Ivy met zijn Yamaha RD 05 A het rijk alleen had. Hij reed ver voorop en won gemakkelijk. De strijd om de tweede plaats ging tussen vier rijders: Ginger Molloy (Bultaco), Kent Andersson (Yamaha), Siegfried Möhringer (Neckermann-MZ) en Rodney Gould (Yamaha). Möhringer was de snelste, maar reed van de baan en moest met hoofdletsel naar het ziekenhuis worden afgevoerd. Molloy werd uiteindelijk tweede en Andersson, die in een opvallende witte race-overall reed, werd derde.
GP van Spanje, Montjuïc
In Spanje vochten Ivy en Read net als in de 125cc-klasse ook in de 250cc-klasse een harde strijd uit, maar nu viel alleen Ivy uit, waardoor Read gemakkelijk won. Toch had een Spaanse coureur nog lang op de tweede plaats gelegen: Santiago Herrero met een Ossa. Heinz Rosner (MZ) werd tweede en Ginger Molloy (Bultaco) werd derde.
Isle of Man TT, Mountain Course
Ook in de Lightweight 250 cc TT ging het tussen Ivy en Read, tot Read in de vierde ronde met een lekke band uitviel bij Bungalow. Ivy kon toen rustig naar de streep rijden om met meer dan twee minuten voorsprong op Pasolini te winnen, maar hij blesseerde zijn voet in de laatste ronde toen die tussen zijn voetsteun en het asfalt kwam. Hij ging door, maar moest van zijn machine én op het podium getild worden. In deze race verongelukte de Nieuw-Zeelander Ian Veitch. Hij reed voor het eerst op Man en raakte bij Ballagarey Corner een paaltje langs de weg doordat zijn Kawasaki was vastgelopen. Hij overleed onderweg naar het ziekenhuis.
Dutch TT, Assen
In Assen wisselden Ivy en Read vrijwel elke ronde van positie, maar uiteindelijk kwam Ivy als eerste over de streep, slechts 0,1 seconde voor Read. Pasolini was niet helemaal fit door zijn val in de 350cc-klasse eerder die dag, maar werd toch nog derde.
GP van België, Spa-Francorchamps
Ivy was intussen voorbestemd om ook in België te winnen. Read startte als tweede en beperkte zich tot het volgen van zijn teamgenoot, tot hij moeilijkheden kreeg met de carburatie en daardoor de pit in moest om zijn vetgeslagen bougies te laten vervangen. Ivy leidde toen de race vóór Heinz Rosner, terwijl Read terugviel naar de laatste plaats en aan een inhaalrace moest beginnen. Die verliep echter heel goed: na drie ronden lag hij al op de achtste plaats en na vier ronden was hij al vierde. Uiteindelijk pakte hij zelfs de eerste plaats, omdat ook Ivy de pit moest opzoeken. Zijn problemen werden daar niet opgelost, waardoor hij uiteindelijk uitviel. Rosner werd tweede en Rodney Gould, die een Yamaha TD 1-blok in een Bultaco-frame had gehangen, werd derde.
GP van de DDR, Sachsenring
Ivy won de 250cc-race in de DDR, met Phil Read op de tweede plaats. Heinz Rosner kwam in zijn thuisrace niet verder dan de derde plaats.
GP van Tsjecho-Slowakije, Masaryk-Ring
In Tsjecho-Slowakije moest Ivy met een pijnstillende injectie starten nadat hij in de 125cc-race zijn knie gekneusd had. Hij kon Read dan ook niet echt partij geven en finishte 15 seconden achter hem. Rosner kon de Yamaha's desondanks niet bijhouden en werd op ruime afstand derde. Na deze race ontstond er een woordenwisseling tussen Phil Read en Bill Ivy. Ivy vond dat Read hem had moeten laten winnen, zoals in de stalorders van Yamaha was vastgelegd. Ivy had kennelijk in eerdere races in de 125cc-klasse herhaaldelijk op de rem getrapt om Read te laten winnen. Dit gesteggel vond in het openbaar plaats en was weken later tijdens de Finse Grand Prix nog steeds onderwerp van gesprek.
GP van Finland, Imatra
De vriendschap tussen Ivy en Read was voorbij en in Finland ging de race, die na een flinke regenbui van start ging, ook tussen deze twee. Ivy leidde acht ronden lang, maar daarna ging Read hem voorbij. In de tiende ronde accelereerde Ivy te snel uit een bocht waardoor hij viel en licht geblesseerd raakte. De race was toen feitelijk over. Read zette in de 17e ronde Rodney Gould op een ronde. Gould lag met zijn Yamaha-Bultaco op de derde plaats en bleef na zijn "lap" achter Read aan rijden, zonder verder afstand te verliezen. Heinz Rosner lag tot het einde op de tweede plaats met zijn MZ.
Ulster Grand Prix, Dundrod
De raceleiding van Yamaha was bijzonder kwaad op Phil Read, die in Tsjecho-Slowakije en Finland de teamorders genegeerd had. Men wilde er alles aan doen om Bill Ivy aan de 250cc-titel te helpen en daarom werden er speciale expansiekamers voor zijn viercilinder naar Ulster gestuurd. Beide Yamaha's hadden extra grote tanks om zonder tankstop de race te voltooien. Read nam de leiding, maar werd gevolgd door Ivy die na vijf ronden voorop ging. Read viel daarna al snel uit met een vastgelopen motor, die te heet was geworden doordat de achterband van Ivy een steen had opgeworpen die de radiateur van Read's machine beschadigd had. Ivy kon zijn race rustig voltooien, Rosner werd tweede en Gould werd derde. Ivy had nu 46 punten, Read 44. Read verklaarde dat de winnaar in Monza ook de wereldkampioen zou zijn. Hij was er kennelijk al van overtuigd dat de Japanse Grand Prix niet zou doorgaan, hoewel dat officieel nog niet zeker was.
Nations GP, Monza
Al vóór de race in Monza werd wel officieel bekendgemaakt dat Japan niet door zou gaan. Phil Read won in Monza en Bill Ivy werd tweede. Daardoor stonden ze in punten gelijk op de eerste plaats van het kampioenschap. Ze hadden allebei ook vijf overwinningen en de stand moest worden bepaald door de racetijden van de wedstrijden waarin ze allebei gefinisht waren bij elkaar op te tellen. Dat waren de wedstrijden in Assen, de Sachsenring, Brno, en Monza. Ivy had die gereden in een totaaltijd van 3 uur, 17 minuten en 29,2 seconden, Read in 3 uur, 15 minuten en 22,9 seconden. Ivy kwam 2 minuten en 5,3 seconden te kort voor de wereldtitel. Net als Giacomo Agostini was Phil Read nu ook tweevoudig wereldkampioen in 1968. Yamaha was daar echter niet van gediend: Read had teamorders aan zijn laars gelapt door de titel van Ivy af te snoepen. Hij zou nooit meer steun krijgen van Yamaha.

### Uitslagen 250cc-klasse
|    | Datum        | Race                     | Circuit                 | 1e        | 2e             | 3e               | Snelste ronde |
| -- | ------------ | ------------------------ | ----------------------- | --------- | -------------- | ---------------- | ------------- |
| 1  | 21 april     | GP van Duitsland         | Nürburgring-Südschleife | Bill Ivy  | Ginger Molloy  | Kent Andersson   | Bill Ivy      |
| 2  | 5 mei        | GP van Spanje            | Montjuïc                | Phil Read | Heinz Rosner   | Ginger Molloy    | Phil Read     |
| 3  | 8 juni       | Isle of Man TT           | Mountain Course         | Bill Ivy  | Renzo Pasolini | Heinz Rosner     | Bill Ivy      |
| 4  | 29 juni      | TT van Assen             | Assen                   | Bill Ivy  | Phil Read      | Renzo Pasolini   | Bill Ivy      |
| 5  | 7 juli       | GP van België            | Spa-Francorchamps       | Phil Read | Heinz Rosner   | Rodney Gould     | Bill Ivy      |
| 6  | 14 juli      | GP van de DDR            | Sachsenring             | Bill Ivy  | Phil Read      | Heinz Rosner     | Phil Read     |
| 7  | 21 juli      | GP van Tsjecho-Slowakije | Masaryk-Ring            | Phil Read | Bill Ivy       | Heinz Rosner     | Phil Read     |
| 8  | 4 augustus   | GP van Finland           | Imatra                  | Phil Read | Heinz Rosner   | Rodney Gould     | Phil Read     |
| 9  | 17 augustus  | Ulster Grand Prix        | Dundrod                 | Bill Ivy  | Heinz Rosner   | Rodney Gould     | Bill Ivy      |
| 10 | 15 september | GP des Nations           | Monza                   | Phil Read | Bill Ivy       | Santiago Herrero | Phil Read     |

### Eindstand 250cc-klasse
| Pos. | Coureur          | Merk           | Ptn.    |
| ---- | ---------------- | -------------- | ------- |
| 1    | Phil Read        | Yamaha         | 46 (52) |
| 2    | Bill Ivy         | Yamaha         | 46 (52) |
| 3    | Heinz Rosner     | MZ             | 32 (39) |
| 4    | Rodney Gould     | Bultaco-Yamaha | 21 (25) |
| 5    | Ginger Molloy    | Bultaco        | 19      |
| 6    | Renzo Pasolini   | Benelli        | 10      |
| 7    | Santiago Herrero | Ossa           | 8       |
| 8    | Kent Andersson   | Yamaha         | 6       |
| 9    | Malcolm Uphill   | Suzuki         | 5       |
| 9    | László Szabó     | MZ             | 5       |

| Pos. | Coureur          | Merk                | Ptn. |
| ---- | ---------------- | ------------------- | ---- |
| 11   | Jack Findlay     | Bultaco / Aermacchi | 5    |
| 12   | Carlos Giró      | Ossa                | 3    |
| 12   | Gordon Keith     | Yamaha              | 3    |
| 14   | Carlos Rocamora  | Bultaco             | 2    |
| 14   | Gilberto Milani  | Aermacchi           | 2    |
| 16   | Paul Eickelberg  | Aermacchi           | 1    |
| 16   | Bill Smith       | Yamaha              | 1    |
| 16   | Gyula Marsovszky | Bultaco             | 1    |
| 16   | Rex Butcher      | Suzuki              | 1    |

(Punten tussen haakjes zijn inclusief streepresultaten)

### Constructeurstitel 250cc-klasse
| 1 | Yamaha    | 48 (80) |
| 2 | MZ        | 32 (39) |
| 3 | Bultaco   | 19      |
| 4 | Ossa      | 11      |
| 5 | Benelli   | 10      |
| 6 | Suzuki    | 6       |
| 7 | Aermacchi | 3       |

(Punten tussen haakjes zijn inclusief streepresultaten)

## 125cc-klasse
GP van Duitsland, Südschleife

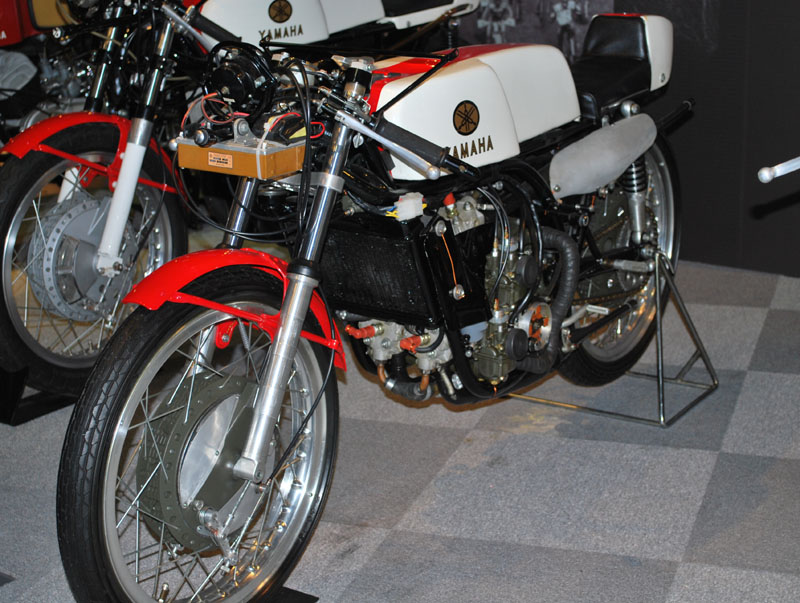
Yamaha RA 31 A

In de training van de Grand Prix van Duitsland had Bill Ivy met de Yamaha RA 31 A verreweg de snelste tijd gereden, 6½ seconde sneller dan teamgenoot Phil Read. Read nam de leiding in de race van Ivy over en was duidelijk wat handiger bij het passeren van achterblijvers, waardoor hij ook uitliep. In de negende ronde maakte Ivy een pitstop en even later viel hij definitief uit met een kapotte versnellingsbak. Hans Georg Anscheidt werd daardoor met zijn ex-fabrieks Suzuki RT 67 tweede. De enige echt nieuwe machine in de 125cc-klasse was de MZ, maar die kon/mocht in Duitsland niet aan de start komen. Bij een eventuele overwinning weigerde men op grond van de Hallsteindoctrine de DDR-vlag te hijsen en dus verbood een Oost-Duitse official van de "Allgemeiner Deutscher Motorsport Verband" Heinz Rosner, de enige fabrieksrijder van MZ, te starten.
GP van Spanje, Montjuïc
In de tweede 125cc-Grand Prix op Montjuïc Park joegen Ivy en Read elkaar zodanig op, dat Read in de 20e ronde zijn Yamaha met een gebroken krukas moest parkeren en Ivy deed dat niet veel later, ook met een gebroken krukas. Daardoor ging de overwinning naar de Spanjaard Salvador Cañellas met een Bultaco. Ginger Molloy werd met een Bultaco tweede en Heinz Rosner, die feitelijk zijn eerste GP van dit jaar reed, werd met de MZ derde.
Isle of Man TT, Mountain Course
In de Lightweight 125 cc TT, die ná de Lightweight 250 cc TT gereden werd, wilde Read revanche nemen voor zijn verlies. Maar ook Yamaha wilde dat Read de 125cc-klasse won. Ivy leidde deze race en zette zelfs de eerste ronde boven 100 mph gemiddeld met een 125cc-machine neer, maar hij werd tegen het einde zó traag, dat Read hem gemakkelijk kon inhalen. Een zogenaamd defect aan zijn machine werd nooit ontdekt. Kel Carruthers werd met een Honda derde.
Dutch TT, Assen
In Assen had men eigenlijk gehoopt op het verschijnen van de MZ driecilinder, maar Heinz Rosner kwam nog met de tweecilinder RE 125 aan de start. Hij stond wel op de eerste startrij, maar wist al dat hij kansloos was tegen de Yamaha's van Ivy en Read. Die hadden kort ervoor nog voor een enorm spannende 250cc-race gezorgd, maar dat zou zich in de 125cc-klasse niet herhalen. Opmerkelijk genoeg startte László Szabó met zijn MZ vanaf de tweede startrij als snelste, maar Read en Ivy stelden snel orde op zaken. Ivy zocht echter na de eerste ronde de pit op. Hij was bij de start geblesseerd geraakt aan een enkel en had te veel pijn om door te gaan. Read ging ervandoor. Ook Heinz Rosner had zich van zijn achtervolgers losgemaakt en lag op een tweede plaats, alleen nog achtervolgd door Dave Simmonds met de semi-fabrieks Kawasaki. Simmonds kwam goed op dreef en in de zesde ronde had hij zelfs de eerste plaats van Phil Read overgenomen. Read gaf toen echter pas echt gas en nam de koppositie weer over. Rosner viel met machinepech uit. Ginger Molloy nestelde zich op de derde plaats en Jan Huberts vocht zich vanaf een elfde plaats naar voren en was vierde. In de laatste ronde maakte Simmonds een fout en daardoor kon Jan Huberts met zijn privé-MZ de derde plaats pakken achter Read en Molloy.
GP van de DDR, Sachsenring
Read won de 125cc-Grand Prix van de DDR vóór Ivy en Günter Bartusch (MZ).
GP van Tsjecho-Slowakije, Masaryk-Ring
Op de Masaryk-Ring, het stratencircuit in de buurt van Brno, won Read ook en sommigen dachten dat hij daarmee de wereldtitel al binnen had. Toen was al bekend dat de Japanse Grand Prix vrijwel zeker niet door zou gaan en in dat geval was Read inderdaad wereldkampioen. In Tsjecho-Slowakije werd László Szabó met de MZ tweede doordat Bill Ivy zich bij een val op de natte baan blesseerde en uitviel. Günter Bartusch werd opnieuw derde nadat Heinz Rosner was uitgevallen.
GP van Finland, Imatra
Na de openlijke ruzie die na de Tsjechische GP was ontstaan tussen Phil Read en Bill Ivy gingen ze er in Finland hard tegenaan. Read nam aanvankelijk de leiding in de 125cc-race, maar na acht ronden zat Ivy weer kort achter hem en na twaalf ronden lag de derde man, Heinz Rosner, al op een ronde achterstand. Ivy had echter zo veel van zijn remvoeringen gevergd, dat hij in de vijftiende ronde naar de pit moest om zijn voorrem bij te laten stellen. Daardoor werd hij kansloos voor de overwinning. Read was na deze race definitief wereldkampioen 125 cc geworden. Ivy werd nog wel tweede, vóór Rosner.
Ulster Grand Prix, Dundrod
Op het Dundrod Circuit werd aldus nog slechts om de eer gestreden in de 125cc-klasse. Ivy nam in de eerste ronde de kop, maar werd al snel gepasseerd door Read. In de vijfde ronde nam Ivy de leiding opnieuw en toen Read een remfout maakte had hij voldoende voorsprong om de race te winnen. De hele race had Rosner met de MZ de derde plaats behouden en daar eindigde hij ook.
Nations GP, Monza
In Monza ging Read lang aan de leiding met Ivy aan zijn achterwiel, tot Read een strobaal raakte en viel. Zijn viercilinder liep daarna soms op één, soms op twee cilinders en de laatste 200 meter moest Read zelfs duwen, maar hij werd toch nog tweede vóór Hans Georg Anscheidt met de Suzuki.

### Uitslagen 125cc-klasse
|   | Datum        | Race                     | Circuit                 | 1e                | 2e                   | 3e                   | Snelste ronde |
| - | ------------ | ------------------------ | ----------------------- | ----------------- | -------------------- | -------------------- | ------------- |
| 1 | 21 april     | GP van Duitsland         | Nürburgring-Südschleife | Phil Read         | Hans Georg Anscheidt | Siegfried Möhringer  | Bill Ivy      |
| 2 | 5 mei        | GP van Spanje            | Montjuïc                | Salvador Cañellas | Ginger Molloy        | Heinz Rosner         | Bill Ivy      |
| 3 | 10 juni      | Isle of Man TT           | Mountain Course         | Phil Read         | Bill Ivy             | Kel Carruthers       | Bill Ivy      |
| 4 | 29 juni      | TT van Assen             | Assen                   | Phil Read         | Ginger Molloy        | Jan Huberts          | Phil Read     |
| 5 | 14 juli      | GP van de DDR            | Sachsenring             | Phil Read         | Bill Ivy             | Günter Bartusch      | Bill Ivy      |
| 6 | 21 juli      | GP van Tsjecho-Slowakije | Masaryk-Ring            | Phil Read         | László Szabó         | Günter Bartusch      | Bill Ivy      |
| 7 | 4 augustus   | GP van Finland           | Imatra                  | Phil Read         | Bill Ivy             | Heinz Rosner         | Bill Ivy      |
| 8 | 17 augustus  | Ulster Grand Prix        | Dundrod                 | Bill Ivy          | Phil Read            | Heinz Rosner         | Phil Read     |
| 9 | 15 september | GP des Nations           | Monza                   | Bill Ivy          | Phil Read            | Hans Georg Anscheidt | Bill Ivy      |

### Eindstand 125cc-klasse
| Pos. | Coureur              | Merk          | Ptn.    |
| ---- | -------------------- | ------------- | ------- |
| 1    | Phil Read            | Yamaha        | 40 (60) |
| 2    | Bill Ivy             | Yamaha        | 34      |
| 3    | Ginger Molloy        | Bultaco       | 15      |
| 4    | Heinz Rosner         | MZ            | 12      |
| 5    | Salvador Cañellas    | Bultaco       | 11      |
| 6    | László Szabó         | MZ            | 11      |
| 7    | Dieter Braun         | Neckermann-MZ | 11      |
| 8    | Hans Georg Anscheidt | Suzuki        | 10      |
| 9    | Günter Bartusch      | MZ            | 8       |
| 10   | Kel Carruthers       | Honda         | 6       |
| 11   | Tommy Robb           | Bultaco       | 5       |
| 12   | Siegfried Möhringer  | Neckermann-MZ | 4       |
| 13   | Jan Huberts          | MZ            | 4       |

| Pos. | Coureur          | Merk          | Ptn. |
| ---- | ---------------- | ------------- | ---- |
| 14   | Walter Scheimann | Honda         | 3    |
| 14   | Friedhelm Kohlar | MZ            | 3    |
| 14   | Dave Simmonds    | Kawasaki      | 3    |
| 17   | Kent Andersson   | MZ            | 2    |
| 17   | Gordon Keith     | Montesa       | 2    |
| 17   | Hartmut Bischoff | MZ            | 2    |
| 17   | Lothar John      | Neckermann-MZ | 2    |
| 17   | Jürgen Lenk      | MZ            | 2    |
| 22   | Thomas Heuschkel | MZ            | 2    |
| 23   | Pedro Álvarez    | Bultaco       | 1    |
| 23   | Steve Murray     | Honda         | 1    |
| 23   | Giuseppe Visenzi | Montesa       | 1    |
| 23   | János Reisz      | MZ            | 1    |

(Punten tussen haakjes zijn inclusief streepresultaten)

### Constructeurstitel 125cc-klasse
| 1 | Yamaha   | 40 (64) |
| 2 | Bultaco  | 22      |
| 3 | MZ       | 22 (32) |
| 4 | Suzuki   | 10      |
| 5 | Honda    | 9       |
| 6 | Kawasaki | 3       |
| 7 | Montesa  | 3       |

(Punten tussen haakjes zijn inclusief streepresultaten)

## 50cc-klasse
GP van Duitsland, Südschleife

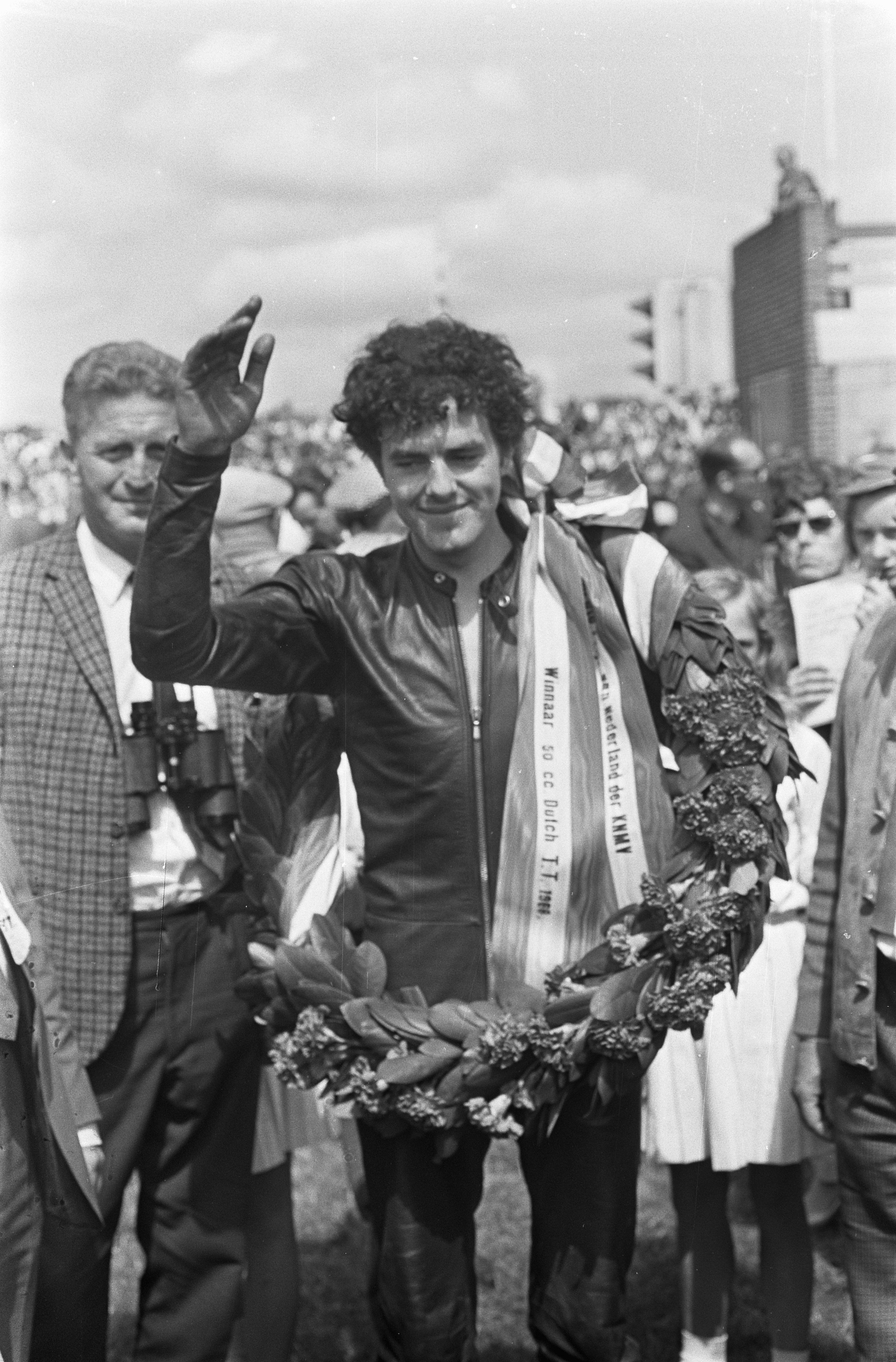
Paul Lodewijkx na zijn overwinning in de TT van Assen

In de 50-openings-Grand Prix van 1968 had Hans Georg Anscheidt in de trainingen hard moeten werken om zijn Suzuki tweecilinder aan het lopen te krijgen, maar tijdens de race liep de machine prima. Martin Mijwaart leidde de wedstrijd tot honderd meter na de start, maar zijn Jamathi kwam niet snel genoeg op toeren waardoor door een aantal coureurs gepasseerd werd. Toch wist hij weer op te klimmen naar de tweede plaats door Rudolf Kunz (Kreidler) te passeren. Hij viel in de achtste ronde uit met ontstekingsproblemen. Anscheidt won soeverein, Kunz werd tweede en Rudolf Schmälze (Kreidler) werd derde.
GP van Spanje, Montjuïc
De tweede 50cc-race was de Grand Prix van Spanje, thuiswedstrijd voor Ángel Nieto en voor Derbi. Nieto startte slecht, maar wist zich door het hele veld naar voren te werken om slechts 0,4 seconden achter Anscheidt te finishen. Nieto had zelfs enkele ronden de koppositie gehad. Barry Smith, eveneens op een Derbi, werd derde nadat hij vijf ronden lang aan de leiding gelegen had. Paul Lodewijkx werd met de nieuwe, watergekoelde Jamathi vierde. Officieel heette zijn machine echter "Kreidler". Lodewijkx reed namelijk op de inschrijving van Kreidler-coureur Jan Huberts. Het was toegestaan de coureur óf de motor te vervangen, maar niet allebei. Hierdoor verzamelde Lodewijkx punten voor Kreidler.
Isle of Man TT, Mountain Course
In de 50 cc TT startte Anscheidt niet, omdat hij het startgeld te laag vond, niet eens genoeg om de overtocht en het verblijf op Man te betalen. Hij was geen fabrieksrijder meer en moest zelf zijn kosten dekken. Dat gold overigens voor alle (honderden) deelnemers van de Isle of Man TT. Er gingen overigens op het eiland al langere tijd stemmen op om de 50 cc TT te schrappen. De klasse was er niet populair en bovendien reed ze slechts drie ronden. Ze werd dan ook aangekondigd als "de meest vervelende race van de week". Het ontbreken van de Suzuki-fabrieksracers was ook een tegenvaller en de snelle Ángel Nieto viel al in de eerste ronde, waarbij hij een been brak. Uiteindelijk kwamen van de 33 starters er slechts 12 aan de finish. Barry Smith (Derbi) werd eerste, Chris Walpole (Honda) tweede en Leslie Griffiths (Honda) derde.
Dutch TT, Assen
In Assen reed Paul Lodewijkx (Jamathi) de snelste trainingstijd, maar in de race kon hij aanvankelijk niet meer doen dan de Suzuki van Hans Georg Anscheidt volgen. Tegen het einde liep Anscheidt van hem weg en in de voorlaatste ronde was zijn voorsprong ongeveer 60 meter. Lodewijkx zette echter alles op alles en kwam met meer snelheid dan Anscheidt uit de laatste bocht vóór de finish. Hij kon zelfs misschien nog iets profiteren van de slipstream van een achterblijver. In elk geval finishte hij als eerste, vlak vóór Anscheidt. Het was de eerste Nederlandse overwinning op een Nederlandse machine sinds die van Dick Renooy met zijn Eysink exact twintig jaar eerder. Tussen Lodewijkx en Anscheidt zat slechts 0,1 seconde, maar Aalt Toersen (Kreidler) werd op een halve minuut derde.
GP van België, Spa-Francorchamps
Anscheidt besliste het kampioenschap pas in de vijfde en laatste Grand Prix in België, nog onwetend van het feit dat er in Frankrijk en Japan niet gereden zou worden. Lodewijkx had met de Jamathi drie seconden langzamer dan Anscheidt getraind maar stond toch nog tweede, vóór de Derbi's van Ángel Nieto en Barry Smith. Dit zat het Derbi-team niet lekker omdat men vreesde zowel de tweede plaats in het kampioenschap als de tweede plaats in de constructeurstitel te verliezen aan het kleine driemansteam van Jamathi. Nieto en Smith spraken af Lodewijkx te verslaan door elkaar te slipstreamen, maar toen Lodewijkx bij La Source binnendoor schoot vergat Nieto deze tactiek: Hij passeerde Smith meters naast hem, waardoor die niet in de slipstream kon kruipen. Na de finish kwam de volgende "tactiek": Nieto beschuldigde Lodewijkx ervan een te grote motor te hebben. Die werd vervolgens in het Parc Fermé opgemeten maar bleek onder de 50 cc te blijven. Feitelijk was dit officiële protest van Derbi gunstig voor Jamathi, want de geruchten over een niet-reglementaire motor deden al langer de ronde en waren nu ontzenuwd. Men ging er op dat moment nog van uit dat de tweede plaats nog open was, omdat de Grand Prix van Japan nog op de kalender stond. Die Grand Prix ging echter niet door en daardoor stond alles na België vast: De tweede plaats in het WK was voor Paul Lodewijkx, maar de tweede plaats in de constructeurstitel ging naar Derbi.

### Uitslagen 50cc-klasse
|   | Datum    | Race             | Circuit                 | 1e                   | 2e                   | 3e               | Snelste ronde        |
| - | -------- | ---------------- | ----------------------- | -------------------- | -------------------- | ---------------- | -------------------- |
| 1 | 21 april | GP van Duitsland | Nürburgring-Südschleife | Hans Georg Anscheidt | Rudolf Kunz          | Rudolf Schmälzle | Hans Georg Anscheidt |
| 2 | 5 mei    | GP van Spanje    | Montjuïc                | Hans Georg Anscheidt | Ángel Nieto          | Barry Smith      | Ángel Nieto          |
| 3 | 14 juni  | Isle of Man TT   | Mountain Course         | Barry Smith          | Chris Walpole        | Leslie Griffiths | Barry Smith          |
| 4 | 29 juni  | TT van Assen     | Assen                   | Paul Lodewijkx       | Hans Georg Anscheidt | Aalt Toersen     | Paul Lodewijkx       |
| 5 | 7 juli   | GP van België    | Spa-Francorchamps       | Hans Georg Anscheidt | Paul Lodewijkx       | Ángel Nieto      | Hans Georg Anscheidt |

### Eindstand 50cc-klasse
| Pos. | Coureur              | Merk     | Ptn.    |
| ---- | -------------------- | -------- | ------- |
| 1    | Hans Georg Anscheidt | Suzuki   | 24 (30) |
| 2    | Paul Lodewijkx       | Jamathi  | 17      |
| 3    | Barry Smith          | Derbi    | 15      |
| 4    | Ángel Nieto          | Derbi    | 10      |
| 5    | Rudolf Kunz          | Kreidler | 6       |
| 5    | Chris Walpole        | Honda    | 6       |
| 7    | Rudolf Schmälzle     | Kreidler | 6       |
| 8    | Leslie Griffiths     | Honda    | 4       |
| 9    | Aalt Toersen         | Kreidler | 4       |

| Pos. | Coureur              | Merk     | Ptn. |
| ---- | -------------------- | -------- | ---- |
| 10   | Ludwig Faßbender     | Kreidler | 3    |
| 10   | David Lock           | Honda    | 3    |
| 10   | Jan de Vries         | Kreidler | 3    |
| 13   | Cees van Dongen      | Kreidler | 2    |
| 13   | Carlos Giró          | Derbi    | 2    |
| 13   | Jim Pink             | Honda    | 2    |
| 13   | Jos Schurgers        | Kreidler | 2    |
| 13   | Martin Mijwaart      | Jamathi  | 2    |
| 18   | Janko-Florijan Štefe | Tomos    | 1    |
| 18   | Francisco Cufi       | Derbi    | 1    |
| 18   | Robin Udall          | Honda    | 1    |

(Punten tussen haakjes zijn inclusief streepresultaten)

### Constructeurstitel 50cc-klasse
| 1 | Suzuki   | 24 (30) |
| 2 | Derbi    | 18      |
| 3 | Jamathi  | 17      |
| 4 | Kreidler | 11      |
| 5 | Honda    | 6       |
| 6 | Tomos    | 1       |

(Punten tussen haakjes zijn inclusief streepresultaten)

## Zijspanklasse
GP van Duitsland, Südschleife
In 1967 had BMW op een na alle punten van het wereldkampioenschap veroverd. Dat kwam onder andere doordat Helmut Fath grote moeite had zijn zelfbouw viercilinder URS betrouwbaar te maken, want deze machine was niet zelden de snelste van het veld. Bij de openingsrace van 1968 was het echter meteen raak: Fath/Kalauch wonnen de Duitse Grand Prix. Hun machine had nu acht inlaatkanalen en brandstofinjectie. Helemaal feilloos ging het nog niet, want de URS kwam rokend over de finish, maar achter hen waren ook BMW's aan het einde van hun krachten gekomen. Georg Auerbacher/Hermann Hahn werden tweede omdat de BMW van Siegfried Schauzu/Horst Schneider begon over te slaan. Zij werden derde. Regerend wereldkampioenen Klaus Enders/Ralf Engelhardt hadden een slechte start en de snelste raceronde gereden om weer bij te komen, maar meteen daarna bliezen zij hun BMW op.
Isle of Man TT, Mountain Course
Enders/Engelhardt waren de favorieten voor de Sidecar TT op Man. Ze openden met een nieuw ronderecord en verbeterden dat in de tweede ronde tot 151,8 km/h. In de derde ronde vielen ze echter drie kilometer voor de eindstreep stil met een defecte motor. Daardoor konden Siegfried Schauzu/Horst Schneider toch nog winnen. Johann Attenberger/Josef Schillinger werden tweede en Heinz Luthringshauser/Geoff Hughes werden derde.
Dutch TT, Assen
Dat Enders/Engelhardt al twee keer waren uitgevallen bleek aan problemen met het gewijzigde smeersysteem van hun BMW te liggen. Om de motor lager te kunnen monteren was de oliepan vervangen door een aparte olietank. In Assen stonden ze weer op de eerste startplaats, naast Attenberger/Schillinger. Op de derde plaats stonden Fath/Kalauch, die slechts enkele snelle ronden hadden getraind waarna hun snelste blok kapot ging. Het inbouwen van een reservemotor kostte veel tijd. Toch was Fath als snelste weg bij de start, maar hij kreeg meteen gezelschap van Georg Auerbacher/Hermann Hahn die van de derde rij waren gestart. Al snel begon de URS van Fath slecht te lopen waardoor Kalauch vanuit zijn zijspan moest gaan prutsen aan de motor en dus zijn werk als bakkenist niet meer kon doen. Na één ronde leidde Enders vóór Auerbacher en Schauzu. Attenberger lag toen nog zevende, maar was na de tweede ronde al opgeklommen naar de tweede plaats. Hij ging de strijd met Enders aan, terwijl ze samen al iets losgereden waren van de rest van het veld. Schauzu was en bleef derde en achter hem was er nog maar weinig strijd, vooral door het grote aantal uitvallende combinaties. Attenberger reed van de derde tot de negende ronde aan de leiding en toen werd hij weer even verdrongen door Enders. Twee ronden voor het einde ging Attenberger definitief naar de leiding en hij won met 0,7 seconden voorsprong.
GP van België, Spa-Francorchamps
De zijspan-Grand Prix van België verliep dramatisch. Fath en Kalauch gingen met de URS aan de leiding tot de zesde ronde, toen een probleem met de benzinetoevoer ontstond. Attenberger/Schillinger en Auerbacher/Hahn konden toen een gevecht om de leiding aangaan omdat intussen ook Enders/Engelhardt en Schauzu/Schneider uitgevallen waren. In de laatste ronde verongelukten Johann Attenberger en Josef Schillinger dodelijk, waarschijnlijk tijdens een inhaalmanoeuvre in de strijd om de eerste plaats. Daardoor ging de tweede plaats in de race naar het duo Arsenius Butscher/Josef Huber en de derde plaats naar Helmut Lünemann/Neil Caddow.
GP van Finland, Imatra
In Finland leidden Fath/Kalauch met hun URS van start tot finish. Achter hen werd aanvankelijk nog om de tweede plaats gevochten door Schauzu, Auerbacher en Enders, maar die laatste draaide in de derde ronde zijn motor stuk. Auerbacher slipte waardoor Schauzu een zekere tweede plaats leek te hebben. Auerbacher en zijn passagier Hahn bleven ongedeerd en konden wel verder rijden, maar de derde plaats was nu voor Heinz Luthringshauser/Geoff Hughes. Schauzu viel echter zonder benzine stil waardoor Luthringshauser tweede werd en Auerbacher toch nog de laatste podiumplaats pakte. Doordat Monza de zijspanrace geschrapt had moest het wereldkampioenschap op de Hockenheimring beslist worden. De Duitse Grand Prix was al in april verreden, maar dit was de vervangende race voor Monza.
Preis von Baden-Württemberg, Hockenheim
BMW had haar zijspanrijders al jarenlang niet meer ondersteund, maar was uiteraard wel trots op de wereldtitels die het merk veertien jaren lang in de schoot geworpen werden door privérijders en constructeurs die de oude RS-motor steeds weer sneller wisten te maken. Nu de dreiging van de zelfbouw-URS van Helmut Fath groot werd kreeg Georg Auerbacher nog in de nacht voor de Grand Prix van Hockenheim een nieuwe, door fabrieksconstructeurs Gustl Lachenmeier en Max Klankenheimer gebouwde boxermotor. Fath monteerde echter ook een nieuw blok, dat volgens geruchten 2.000 toeren meer kon draaien dan de oorspronkelijke viercilinder. In de natte race was iedereen vanaf de start kansloos tegen Helmut Fath/Wolfgang Kalauch met hun URS. Enders/Engelhardt lagen vanaf het begin op de tweede plaats en kregen vanuit de pit het teken om het rustig aan te doen en Auerbacher/Hahn waren al blij dat ze de derde plaats konden vasthouden. Achter hen kregen Otto Kölle en Rolf Schmid een ongeluk toen hun combinatie voor het Motodrom in het gras terechtkwam en over de kop sloeg. Schmid overleed aan inwendige bloedingen. Intussen stormden Fath/Kalauch op de eerste plaats én de wereldtitel af.

### Uitslagen zijspanklasse
|   | Datum        | Race                                            | Circuit                 | 1e                                     | 2e                                     | 3e                                   | Snelste ronde                          |
| - | ------------ | ----------------------------------------------- | ----------------------- | -------------------------------------- | -------------------------------------- | ------------------------------------ | -------------------------------------- |
| 1 | 21 april     | GP van Duitsland                                | Nürburgring-Südschleife | Helmut Fath / Wolfgang Kalauch         | Georg Auerbacher / Hermann Hahn        | Siegfried Schauzu / Horst Schneider  | Klaus Enders / Ralf Engelhardt         |
| 2 | 8 juni       | Isle of Man TT                                  | Mountain Course         | Siegfried Schauzu / Horst Schneider    | Johann Attenberger / Josef Schillinger | Heinz Luthringshauser / Geoff Hughes | Klaus Enders / Ralf Engelhardt         |
| 3 | 29 juni      | TT van Assen                                    | Assen                   | Johann Attenberger / Josef Schillinger | Klaus Enders / Ralf Engelhardt         | Siegfried Schauzu / Horst Schneider  | Johann Attenberger / Josef Schillinger |
| 4 | 7 juli       | GP van België                                   | Spa-Francorchamps       | Georg Auerbacher / Hermann Hahn        | Arsenius Butscher / Josef Huber        | Helmut Lünemann / Neil Caddow        | Helmut Fath / Wolfgang Kalauch         |
| 5 | 4 augustus   | GP van Finland                                  | Imatra                  | Helmut Fath / Wolfgang Kalauch         | Heinz Luthringshauser / Geoff Hughes   | Georg Auerbacher / Hermann Hahn      | Helmut Fath / Wolfgang Kalauch         |
| 6 | 15 september | GP des Nations                                  | Monza                   | Op last van de overheid afgelast       | Op last van de overheid afgelast       | Op last van de overheid afgelast     | Op last van de overheid afgelast       |
| 7 | 13 oktober   | Baden-Württemberg (vervangende race voor Monza) | Hockenheim              | Helmut Fath / Wolfgang Kalauch         | Klaus Enders / Ralf Engelhardt         | Georg Auerbacher / Hermann Hahn      | Helmut Fath / Wolfgang Kalauch         |

### Eindstand zijspanklasse
| Pos. | Coureur                | Bakkenist                       | Motorfiets | Ptn.    |
| ---- | ---------------------- | ------------------------------- | ---------- | ------- |
| 1    | Helmut Fath            | Wolfgang Kalauch                | URS        | 27 (29) |
| 2    | Georg Auerbacher       | Hermann Hahn en Henk de Wever   | BMW        | 22 (25) |
| 3    | Siegfried Schauzu      | Horst Schneider                 | BMW        | 19      |
| 4    | Johann Attenberger (†) | Josef Schillinger (†)           | BMW        | 17      |
| 5    | Heinz Luthringshauser  | Lothar Ronsdorf en Geoff Hughes | BMW        | 14      |
| 6    | Klaus Enders           | Ralf Engelhardt                 | BMW        | 12      |
| 7    | Arsenius Butscher      | Josef Huber                     | BMW        | 7       |
| 8    | Otto Kölle             | Rolf Schmid (†)                 | BMW        | 6       |
| 9    | Helmut Lünemann        | Neil Caddow                     | BMW        | 4       |
| 10   | Tony Wakefield         | Graham Milton                   | BMW        | 3       |
| 11   | John Brandon           | Cliff Holland                   | BMW        | 2       |
| 11   | Kenneth Calenius       | Juhani Vesterinen               | BMW        | 2       |
| 13   | Jean-Claude Castella   | Albert Castella                 | BMW        | 2       |
| 14   | Maurice Tombs          | Trevor Tombs                    | BMW        | 1       |
| 14   | Ruben Bjarnemark       | Lennart Rägmo                   | BMW        | 1       |

(Punten tussen haakjes zijn inclusief streepresultaten)

### Constructeurstitel zijspanklasse
| 1 | BMW | 30 (43) |
| 2 | URS | 27 (29) |

(Punten tussen haakjes zijn inclusief streepresultaten)